# Gustavo Durán Martínez
Gustavo Durán Martínez (ur. 1906, zm. 1969) – hiszpański kompozytor i oficer, amerykański dyplomata.

## Wczesne życie
Durán Martínez urodził się w Barcelonie w 1906. W wieku czterech lat przeprowadził się do Madrytu. Pobierał nauki w szkole muzycznej. Zaprzyjaźnił się tam m.in. z Federico García Lorcą, miał także okazję spotkać Salvadora Dalí, Luisa Buñuela czy Rafaela Albertiego. 
W 1927 skomponował balet Fandango del Candil. Wraz z argentyńską tancerką, Antonią Mercé y Luque, wyruszył w tour po Europie. Podczas występów grał skomponowaną przez siebie muzykę. W 1929 zamieszkał w Paryżu, gdzie studiował w konserwatorium Schola Cantorum de Paris. Pracował także jako menedżer jednego z hiszpańskich malarzy. W 1933 wrócił do Madrytu i zatrudnił się w przemyśle filmowym, biorąc udział w procesie nagrywania i dubbingowania filmów. Pracował m.in. dla hiszpańskiego oddziału wytwórni filmowej Paramount Pictures.
Był także jednym z przywódców ruchu Motorizada, jednej z organizacji kojarzonych z hiszpańskim politykiem i socjalistą, Indalecio Prieto.

## Hiszpańska wojna domowa
W czasie wojny Durán Martínez dołączył do Komunistycznej Partii Hiszpanii. 18 czerwca 1936 został jednym z żołnierzy armii wspierającej rząd republikański. 
Brał udział m.in. w drugiej bitwie o carretera de La Coruña (listopad 1936) i w szturmie na Segowię (maj i czerwiec 1937). Był także dowódcą jednej z dywizji wojsk republikańskich w bitwie pod Brunete. Ponadto w 1938 dowodził oddziałem podczas obrony tzw. linii XYZ, osłaniającej Walencję. Na krótko służył także w wywiadzie. 
W marcu 1939, gdy wojska generała Franco zajęły Walencję, Durán Martínez uciekł z Hiszpanii na pokładzie brytyjskiego statku.

## Po wojnie
W maju 1940 Durán Martínez udał się do Nowego Jorku. Podjął pracę w Museum of Modern Art. Następnie przeniósł się do Waszyngtonu, gdzie pracował dla Unii Panamerykańskiej, w Wydziale Muzyki. W 1942 otrzymał obywatelstwo USA i został wysłany do Ambasady Amerykańskiej na Kubie.
W październiku 1946 został pracownikiem Organizacji Narodów Zjednoczonych. 
Zmarł w 1969 w Atenach. Został pochowany w małej miejscowości Alones na Krecie.

## Rodzina
Żoną hiszpańskiego imigranta została 4 grudnia 1939 mająca szlacheckie korzenie Bontë Romilly Crompton